# Bruno Grandi
Bruno Grandi (Forlì, Emilia-Romaña, 9 de mayo de 1934-Chieti, Abruzos, 13 de septiembre de 2019) fue un gimnasta y un funcionario italiano del deporte.
Fue presidente durante 23 años de la Federación de Gimnasia de Italia, hasta 2000. Entre 1998 y 1999 ocupó el cargo de presidente regente del CONI, durante la transición de la presidencia Pescante de Petrucci. Fue miembro del COI italiano desde 2000 hasta 2004.
Desde 1996 ocupó el cargo de presidente de la Federación Internacional de Gimnasia.